# Серни ле Биси
Серни ле Биси (фр. Cerny-lès-Bucy) насеље је и општина у североисточној Француској у региону Пикардија, у департману Ен (Пикардија) која припада префектури Лаон.
По подацима из 2011. године у општини је живело 114 становника, а густина насељености је износила 35,74 становника/km². Општина се простире на површини од 3,19 km². Налази се на средњој надморској висини од 87 метара (максималној 96 m, а минималној 73 m).

## Демографија
| 1962. | 1968. | 1975. | 1982. | 1990. | 1999. | 2011. |
| ----- | ----- | ----- | ----- | ----- | ----- | ----- |
| 106   | 113   | 107   | 100   | 113   | 114   | 114   |

График промене броја становника у току последњих година